# Alexinos
Alexinos von Elis (altgriechisch Ἀλεξῖνος Alexínos; * vermutlich im 4. Jahrhundert v. Chr. in Elis; † vermutlich im 3. Jahrhundert v. Chr.) war ein griechischer antiker Philosoph. Er zählt zur Richtung der Megariker.
Alexinos’ Schriften sind verloren; erhalten sind lediglich einige Berichte über sein Leben und seine Lehre.

## Überlieferung
Die wichtigste Quelle zu Alexinos ist Diogenes Laertios. Weitere sind Philodemos von Gadara, Athenaios, Eusebios von Caesarea, Sextus Empiricus und Marcus Tullius Cicero sowie unbedeutendere Berichte bei anderen Autoren.

## Leben
Alexinos’ Lebensdaten sind unbekannt. Aus verschiedenen antiken Berichten hat man erschlossen, dass er in den Jahrzehnten vor und nach 300 v. Chr. gewirkt haben wird. Nach Diogenes Laertios hat Alexinos in seiner Heimatstadt Elis gelehrt und ist später nach Olympia gezogen, um dort eine Schule zu gründen. Der Versuch missglückte jedoch, da die Schüler ausblieben. Diogenes Laertios berichtet außerdem, dass Alexinos streitsüchtig gewesen sein soll, weswegen er den Beinamen „der Widerleger“ erhalten habe, und aufgrund einer beim Schwimmen zugezogenen Verletzung gestorben sei. Eine andere Quelle berichtet, dass Alexinos’ Unterricht besonders teuer gewesen sein soll.

## Lehre
Alexinos’ Schriften sind verloren, es sind aber einige Titel bzw. Inhalte seiner Schriften bekannt. So soll er einen Paian gedichtet und folgende Schriften verfasst haben:
- In den Erinnerungen (Apomnēmoneúmata) lässt Alexinos Alexander den Großen sich seinem Vater Philipp II. gegenüber abfällig über Aristoteles äußern.[2]
- Eine Schrift, in der er den Historiker Ephoros von Kyme angriff.[2]
- In Über Erziehung (Perì agōgḗs) nahm Alexinos zu einem Streit zwischen Philosophen und Rhetoren Stellung, in dem es darum ging, wer besser zur Bildung der Jugend geeignet sei. Den Rhetoren hielt er zwar zugute, dass sie – wenn auch nur auf untergeordnetem Niveau – ihren Schülern richtiges Argumentierens beibringen konnten, kritisierte aber ihre technischen, stilistischen und literarischen Lehrinhalte. Zu Argumentation auf höherer Ebene, der Ebene der Philosophen, fehle den Rhetoren die Stringenz und das richtige wissenschaftliche Vorgehen. Rhetoren würden sich hingegen auf Erfahrung, Wahrscheinlichkeit und Vermutung verlassen.[5]
- Die Gegenschriften (Antigraphaí) waren eine oder mehrere gegen den Philosophen Zenon von Kition gerichtete Schriften.[6] Über Einwände Alexinos’ gegen Zenons Beweis für die Vernünftigkeit des Kosmos berichten Cicero[7] und Sextus Empiricus[8]. Zenon hatte behauptet: „Das Vernunftbegabte ist besser als das, was nicht mit Vernunft begabt ist. Nichts ist aber besser als der Kosmos. Also ist der Kosmos mit Vernunft begabt.“[9] Alexinos soll diesen Beweis folgendermaßen ad absurdum geführt haben: „Das die Dichtkunst beherrschende ist besser als das, was die Dichtkunst nicht beherrscht. Nichts ist aber besser als der Kosmos. Also beherrscht der Kosmos die Dichtkunst.“ Man könne so nach Alexinos für jede Kunst (techne) beweisen, dass der Kosmos sie beherrsche. Einige Forscher[10] gehen davon aus, dass vier ähnlich parodistische Umformungen weiterer Syllogismen Zenons ebenfalls von Alexinos stammen.

Bei Alexis, dem Autor einer Schrift Über Selbstgenügsamkeit, dürfte es sich nicht, wie früher gelegentlich vermutet wurde, um Alexinos handeln.